# Park Miejski im. Baśki Puzon w Jarosławiu
Park miejski im. Czesławy Puzon ps. „Baśka" – znajduje się w Jarosławiu pomiędzy ul. Kraszewskiego i ul. Czesławy Puzon ps. „Baśka". Park leży na terenie dawnego cmentarza greckokatolickiego, czego dowodem jest pozostałość po cerkwi Zaśnięcia Najświętszej Maryi Panny. Na powierzchni 0,68 ha znajdują się alejki spacerowe, ławki, fontanna i pomnik Czesławy Puzon.